# Patrzę na ciebie, Marysiu
Patrzę na ciebie, Marysiu – polski film psychologiczny z 1999 roku w reżyserii Łukasza Barczyka. Scenariusz inspirowany był fragmentem powieści Dom dzienny, dom nocny (1998) Olgi Tokarczuk, zatytułowanym „Amos”. Zdjęcia kręcono w Warszawie.

## Obsada
- Maja Ostaszewska – Marysia
- Michał Bukowski – Michał
- Dorota Landowska – Katarzyna
- Redbad Klynstra – Artur
- Łukasz Barczyk – Mareczek
- Magdalena Olszewska – Monika
- Małgorzata Niemirska – matka Michała
- Marek Walczewski – ojciec Michała
- Sławomir Sulej – producent
- Dariusz Toczek – sanitariusz Grześ
- Wojciech Kuliński
- Ewa Oksza-Łapicka
- Stanisław Sprażyński
- Mariusz Orski – agent Artura
- Radosław Polak
- Magdalena Komar
- Leszek Lichota – student
- Zbigniew Kasprzyk
- Julia Olszewska
- Sylwester Maciejewski – inspektor
- Andrzej Jurek
- Anna Łopatowska
- Agnieszka Dygant – dziewczyna w pokoju szpitalnym Artura
- Piotr Augustynek
- Maria Maj-Talarczyk – matka Marysi
- Piotr Augustyniak
- Leon Niemczyk – ordynator
- Marcin Lewandowski – syn Marysi i Michała

## Nagrody
- 25. Festiwal Polskich Filmów Fabularnych w Gdyni (2000)
  - Debiut reżyserski – Łukasz Barczyk
  - Pierwszoplanowa rola kobieca – Maja Ostaszewska
  - nagroda Prezydenta Gdyni dla najlepszego debiutu aktorskiego – Michał Bukowski
- Nagroda imienia Andrzeja Munka (2000) – Łukasz Barczyk
- Tarnowska Nagroda Filmowa (2001)
  - Nagroda Główna – Brązowa Statuetka Leliwity – Łukasz Barczyk
  - Nagroda Specjalna – Srebrna Statuetka Leliwity – Maja Ostaszewska
- Mannheim-Heidelberg International Filmfestival (2001)
  - nagroda specjalna – Łukasz Barczyk
  - nagroda jury ekumenicznego – Łukasz Barczyk (wyróżnienie)